# Köleséri Sándor
Köleséri Sándor (Miskolc, 1972. április 25. –) színész, előadó.

## Életrajza
1972-ben született. Különböző kitérők után került kapcsolatba a színházzal, amikor 1995-ben Klapka György vállalkozó törpéket és liliputi embereket keresett egy színházi előadáshoz, ő alacsony termete miatt (132 cm) épp megfelelt. Azóta számtalan színpadi szerepben, filmben és tv-sorozatban mutatta meg képességeit. Időről időre reklámfilmekben, videóklipekben is feltűnik itthon és külföldön egyaránt.

## Munkássága
Első nagyobb színpadi szerepe 1995-ben Gulliver Lilliputjában a Szirtherceg karaktere volt. A darabot Novák János rendezte a Thália Színházban. Ezt követően olyan rendezőkkel dolgozott együtt itthon és külföldön, mint Verebes István, Máté Gábor, Gothár Péter, Pozsgai Zsolt, Eperjes Károly vagy a román Silviu Purcărete. Az évek során rendszeresen  fellépett – többek között – a szolnoki Szigligeti Színházban, Budapesten az Örkény Színházban,az Erkel Színházban, a Pesti Magyar Színházban és a Nemzeti Színházban. A határon túl szerepelt a komáromi Jókai Színházban és Aradon is (Kamaraszínház).
Előadóestek, irodalmi felolvasások szervezőjeként is tevékenykedik, és stand-up komikusként is kipróbálta magát: A törpéket érintő problémák címmel volt fellépése a "Comedy Central bemutatja" című műsorfolyam I. évadában.

## Szerepei

### Színpadi szerepei
- Amilcare Ponchielli: Gioconda – a Kém szerepében
- Pozsgai Zsolt: Magyar Golgota – a Hóhér szerepében
- William Shakespeare: Ahogy tetszik – Vilmos szerepében
- Tom Stoppard: Rosencratz és Guildenstern halott – Claudius szerepében
- Schiller: Ármány és szerelem – Alex  szerepében
- Bagossy László: A sötétben látó tündér – a Törpe szerepében
- Lucifer-show – Lucifer szerepében (főszerep)
- William Shakespeare: Rómeó és Júlia – Péter szerepében
- Swift: Gulliver Lilliputban – Szirtherceg szerepében

### Játékfilmek
- Boszorkányház (Nyíri Kovács István) (2022) – küldönc (mellékszereplő)
- Világszám! (Koltai Róbert) (2004) – mutatványos (mellékszereplő)
- Bánk bán (magyar operafilm) (Káel Csaba) (2003) – porondmester (mellékszereplő)
- Portugál (Lukáts Andor) (1999) – traktoros (mellékszereplő)
- Csinibaba (Tímár Péter) (1997) – rendőr (mellékszereplő)

### Tévéfilmek
- Munkaügyek (2013)
- Oltári csajok (2017/18)
- Bogaras szülők (2018)

### Sorozatok
- Vaják (2019) – Abbott

### Reklámfilmek, videóklipek
- A nagy hirdetőshow (expressz.hu reklámfilm főszerep)
- Watt Energy: Hozd már ki magadból! (reklámfilm főszerep)
- Rúzsa Magdolna feat. Lotfi Begi & Madarász Gábor – Ég és föld (bohóc szerepében)
- Tankcsapda – Mennyország tourist (maffiafőnök szerepében)
- Odett – Van az a pillanat (kisember)
- Majka, Curtis - Supersonal (kisember)